# Herennia papuana
Herennia papuana är en spindelart som beskrevs av Tord Tamerlan Teodor Thorell 1881. Herennia papuana ingår i släktet Herennia och familjen Nephilidae. Inga underarter finns listade i Catalogue of Life.